# Iván García (skoczek do wody)
Iván Alejandro García Navarro (ur. 25 października 1993) – meksykański skoczek do wody. Srebrny medalista olimpijski z Londynu.
Zawody w 2012 były jego pierwszymi igrzyskami olimpijskimi. W 2012 po medal sięgnął w skokach synchronicznych z wieży, partnerował mu Germán Sánchez. Wspólnie triumfowali w tej konkurencji na igrzyskach panamerykańskich w 2011 roku. Ponadto García zwyciężył w rywalizacji indywidualnej w skokach z wieży.